# Канадска космическа агенция
Канадската космическа агенция (на английски: Canadian Space Agency; на френски: l'Agence spatiale canadienne) е правителствена канадска космическа агенция.
Основана е на 1 март 1989 г., а на 10 октомври 1990 г. получава кралското одобрение. Главен изпълнителен директор на агенцията е президентът ѝ, като той е подчинен на министъра на иновациите, науката и икономическото развитие.
Резиденцията на агенцията е в Квебек, но има и офиси в Онтарио и Саскечеван.

## История
Агенцията е създадена чрез Акта за Канадската космическа агенция през 1989 г., като той влиза в сила на 14 декември 1990 г., след като получава кралското одобрение на 10 октомври 1990 г. 
До 2009 година няма собствен бюджет, вместо това ѝ се отпускат пари на базата на проектите, по които се работи. След 2009, агенцията получава фиксиран годишен бюджет от С$300 милиона, като реалната сума варира поради участия в специални проекти.

## Канадска космическа програма
Канадската космическа станция се управлява от Канадската космическа агенция. Основният принос на програмата към изследването на Космоса е създаването на „Canadarm“ и „Canadarm2“ – роботизирани ръце, използвани за изпращане, маневриране и улавяне на товар на борда на космическите совалки и на Международната космическа станция.

### Канадски космонавти
Общият брой на канадските космонавти е 14, от тях 10 са пенсионирани, а останалите 4 са активни. От всички 14 канадски космонавти, 9 са взели участие в космически мисии .
Канадската космическа агенция е провела 4 кампании за набиране на космонавти. За първи път такава кампания е проведена през 1983 след покана от НАСА за участие в космическа мисия. Отзовават се над 4000 желаещи, от които са избрани шестима – Робърта Бондар, Марк Гарно, Робърт Тирск, Бярни Тригвасон, Стивън Маклейн и Кен Мъни. При втората кампания, състояла се през 1992 г., желаещите са над 5000 и след шестмесечен процес по подбиране са избрани четирима – Крис Хадфийлд, Жули Пайет, Дафид Уилямс и Майкъл Маккей. През 2009 г., след третата кампания са приети Джереми Хенсън и Дейвид Сен-Жак. През 2017 г. след селекция са избрани Джошуа Кутрик и Дженифър Сидни-Гибънс .
Двама от канадските космонавти така и не отиват в Космоса – Кен Мъни, както и Майкъл Маккей, който напуска поради здравословни причини .

### Съоръжения
Канадската космическа агенция използва основно 4 съоръжения на територията на Канада:
- Космически център „Джон Чапман“ – Лонгей, Квебек
- Лаборатория „Дейвид Флорида“ – Отава, Онтарио
- Сграда на Канадската космическа агенция – Саскатун, Саскечеван
- Офис на Канадската космическа агенция – Гатино, Квебек

В агенцията работят около 670 служители, като 90% процента от тях се помещават в Космическия център „Джон Чапман“. Останалите са разпределени в офиса в Гатино, в лабораторията „Дейвид Флорида“ в Отава, както и в други сгради в Хюстън, Вашингтон и Париж .
През годините агенцията е използвала и използва космодруми на територията на Канада, САЩ, Индия, Казахстан и Русия. Днес единственият космодрум в Канада не се използва.